# Cykling under sommer-OL 2012
Cykling under sommer-OL 2012 er tilsammen 18 discipliner, der vil blive afholdt i perioden 28. juli til 7. august med samlet over 500 deltagere.
Banecykling vil finde sted i London Velodrome, BMX på det midlertidige BMX Track i Olympic Park, mountainbike i Hadleigh Farm i Essex, og i Hampton Court Palace for enkeltstart, mens landevejsløbet starter og ender på The Mall.

## Ændringer i banecykling
I forhold til 2008 er der blevet ændret banecykel disciplinerne. For mænd indføres omnium, mens madison, individuel forfølgelse og pointløbet udgår. For kvinder indføres holdforfølgelse, holdsprint, omnium og keirin, mens individuel forfølgelse og pointløbet udgår. Hensigten med ændringerne er at få lige mange øvelser for kvinder som mænd. Ændringerne blev ikke godt modtaget da de blev præsentert. I tilæg bliver det kun én deltager fra hvert land i hver øvelse.
| Kalender for cykling | Kalender for cykling   | Kalender for cykling | Kalender for cykling | Kalender for cykling | Kalender for cykling | Kalender for cykling | Kalender for cykling | Kalender for cykling | Kalender for cykling | Kalender for cykling | Kalender for cykling | Kalender for cykling | Kalender for cykling | Kalender for cykling | Kalender for cykling | Kalender for cykling | Kalender for cykling | Kalender for cykling |
| Juli/august 2012     | Juli/august 2012       | 27                   | 28                   | 29                   | 30                   | 31                   | 1                    | 2                    | 3                    | 4                    | 5                    | 6                    | 7                    | 8                    | 9                    | 10                   | 11                   | 12                   |
| -------------------- | ---------------------- | -------------------- | -------------------- | -------------------- | -------------------- | -------------------- | -------------------- | -------------------- | -------------------- | -------------------- | -------------------- | -------------------- | -------------------- | -------------------- | -------------------- | -------------------- | -------------------- | -------------------- |
| Landevej             | Cykling                |                      | 1                    | 1                    |                      |                      | 2                    |                      |                      |                      |                      |                      |                      |                      |                      |                      |                      |                      |
| Bane                 | Banecykling            |                      |                      |                      |                      |                      |                      | 2                    | 2                    | 1                    | 1                    | 1                    | 3                    |                      |                      |                      |                      |                      |
| MTB                  | Cykling (Mountainbike) |                      |                      |                      |                      |                      |                      |                      |                      |                      |                      |                      |                      |                      |                      |                      | 1                    | 1                    |
| BMX                  | BMX                    |                      |                      |                      |                      |                      |                      |                      |                      |                      |                      |                      |                      |                      |                      | 2                    |                      |                      |

|  | Indledende konkurrence |  | Finale | 4 | Antal finaler |

## Medaljer
| Placering | Land           | Guld | Sølv | Bronze | Total |
| --------- | -------------- | ---- | ---- | ------ | ----- |
| 1         | Storbritannien | 8    | 2    | 2      | 12    |
| 2         | Tyskland       | 1    | 4    | 1      | 6     |
| 3         | Frankrig       | 1    | 3    | 0      | 4     |
| 4         | Australien     | 1    | 2    | 3      | 6     |
| 5         | USA            | 1    | 2    | 1      | 4     |
| 6         | Colombia       | 1    | 1    | 1      | 3     |
| 7         | Holland        | 1    | 0    | 2      | 3     |
| 8         | Kasakhstan     | 1    | 0    | 0      | 1     |
| 8         | Danmark        | 1    | 0    | 0      | 1     |
| 8         | Letland        | 1    | 0    | 0      | 1     |
| 8         | Tjekkiet       | 1    | 0    | 0      | 1     |
| 12        | Kina           | 0    | 2    | 1      | 3     |
| 13        | New Zealand    | 0    | 1    | 2      | 3     |
| 14        | Schweiz        | 0    | 1    | 0      | 1     |
| 15        | Rusland        | 0    | 0    | 2      | 2     |
| 16        | Canada         | 0    | 0    | 1      | 1     |
| 16        | Hong Kong      | 0    | 0    | 1      | 1     |
| 16        | Norge          | 0    | 0    | 1      | 1     |
| 16        | Italien        | 0    | 0    | 1      | 1     |
| Total     | Total          | 18   | 18   | 19     | 55    |

## Medaljevindere

### Landevej
| Øvelse:                   | Guld:                     | Sølv:                     | Bronze:                  |
| Landevejsløbet mænd       | Aleksandr Vinokurov · KAZ | Rigoberto Urán · COL      | Alexander Kristoff · NOR |
| Landevejsløbet kvinder    | Marianne Vos · NED        | Elizabeth Armistead · GBR | Olga Zabelinskaya · RUS  |
| Enkeltstartsløbet mænd    | Bradley Wiggins · GBR     | Tony Martin · GER         | Chris Froome · GBR       |
| Enkeltstartsløbet kvinder | Kristin Amstrong · USA    | Judith Arndt · GER        | Olga Zabelinskaya · RUS  |

### Banecykling
| Øvelse                      | Guld                                                             | Sølv                                                                | Bronze                                                    |
| --------------------------- | ---------------------------------------------------------------- | ------------------------------------------------------------------- | --------------------------------------------------------- |
| Sprint mænd                 | Jason Kenny (GBR)                                                | Grégory Baugé (FRA)                                                 | Shane Perkins (AUS)                                       |
| Sprint kvinder              | Anna Meares (AUS)                                                | Victoria Pendleton (GBR)                                            | Guo Shuang (CHN)                                          |
| holdsprint mænd             | GBR · Philip Hindes · Chris Hoy · Jason Kenny                    | FRA · Grégory Bauge · Michaël D'Almeida · Kévin Sireau              | GER · René Enders · Robert Förstemann · Maximilian Levy   |
| holdsprint kvinder          | GER · Kristina Vogel · Miriam Welte                              | CHN · Gong Jinjie · Guo Shuang                                      | AUS · Kaarle McCulloch · Anna Meares                      |
| Keirin mænd                 | Chris Hoy (GBR)                                                  | Maximilian Levy (GER)                                               | Simon van Velthooven (NZL)                                |
| Keirin kvinder              | Victoria Pendleton (GBR)                                         | Guo Shuang (CHN)                                                    | Lee Wai Sze (HKG)                                         |
| holdforfølgelsesløb mænd    | GBR · Ed Clancy · Geraint Thomas · Steven Burke · Peter Kennaugh | AUS · Jack Bobridge · Glenn O'Shea · Rohan Dennis · Michael Hepburn | NZL · Sam Bewley · Aaron Gate · Marc Ryan · Jesse Sergent |
| holdforfølgelsesløb kvinder | GBR · Danielle King · Laura Trott · Joanna Rowsell               | USA · Sarah Hammer · Dotsie Bausch · Jennie Reed                    | CAN · Tara Whitten · Gillian Carleton · Jasmin Glaesser   |
| Omnium mænd                 | Lasse Norman Hansen (DEN)                                        | Bryan Coquard (FRA)                                                 | Ed Clancy (GBR)                                           |
| Omnium kvinder              | Laura Trott (GBR)                                                | Sarah Hammer (USA)                                                  | Annette Edmondson (AUS)                                   |

### Mountainbike
| Øvelse:                   | Guld:                  | Sølv:               | Bronze:                     |
| Mountainbikeløbet mænd    | Jaroslav Kulhavý · CZE | Nino Schurter · SUI | Marco Aurelio Fontana · ITA |
| Mountainbikeløbet kvinder | Julie Bresset · FRA    | Sabine Spitz · GER  | Georgia Gould · USA         |

### BMX
| Øvelse:          | Guld:                  | Sølv:                | Bronze:              |
| BMXløbet mænd    | Māris Štrombergs · LAT | Sam Willoughby · AUS | Carlos Oquendo · COL |
| BMXløbet kvinder | Mariana Pajón · COL    | Sarah Walker · NZL   | Laura Smulders · NED |